# Metamya chrysonota
Metamya chrysonota är en fjärilsart som beskrevs av George Francis Hampson 1898. Metamya chrysonota ingår i släktet Metamya och familjen björnspinnare. Inga underarter finns listade i Catalogue of Life.